# Пам'ятник Богдану Хмельницькому (Сімферополь)
Пам'ятник Богдану Хмельницькому (крим. Boğdan Hmelnıtskıy eykeli) — пам'ятник на честь видатного українського полководця і державного діяча, гетьмана України Богдана Михайловича Хмельницького у місті Сімферополь (Крим).
Автори погруддя — скульптори Т. А. Державін та І. Ф. Стаднюк.

## Історія
У 1992 році замість першочергового було встановлено нове погруддя Б.Хмельницького.
18 січня 2013 р. біля пам'ятника національному герою пройшли урочисті збори громадян, присвячені святкуванню 359-ої річниці Переяславської Ради.
14 жовтня 2015 року російські окупанти затримали трьох представників Українського культурного центру біля пам'ятника.
За результатами моніторингу стану об'єктів культурної спадщини у 2016 році керівник департаменту адміністративно-технічного контролю повідомив, що кілька пам'яток потребують реставрації, в тому числі пам'ятник Богдану Хмельницькому в Сімферополі, в якого була помічена тріщина в основі.